# توماس هاريسون (قائد عسكري)
توماس هاريسون (بالإنجليزية: Thomas Harrison)‏ هو قائد عسكري أمريكي، ولد في 1 مايو 1823 في مقاطعة جيفرسون في الولايات المتحدة، وتوفي في 14 يوليو 1891 في واكو في الولايات المتحدة.